# والتر أغنيو
والتر أغنيو (بالإنجليزية: Walter Agnew)‏ هو لاعب كرة قدم بريطاني، ولد في 28 يناير 1939.